# Elasmosaurus
Elasmosaurus var ett släkte bland plesiosaurierna (svanödlorna), långhalsade havslevande reptiler. Elasmosaurus var störst av plesiosaurierna och hade dessutom den längsta halsen av dem alla. Halsen kunde bli sju meter lång och hela kroppen kunde bli 13 meter. Elasmosaurus hade de störst kända antalet halskotor, 76 stycken, som någonsin påträffats hos något djur. Djuret livnärde sig av fisk och simmade i haven för cirka 80 miljoner år sedan.